# 아이거 빙벽
《아이거 빙벽》(The Eiger Sanction)은 미국에서 제작된 클린트 이스트우드 감독의 1975년 액션, 스릴러 영화이다. 1972년 소설 The Eiger Sanction에 기반을 두고 있다. 클린트 이스트우드 등이 주연으로 출연하였고 로버트 달리 등이 제작에 참여하였다.
1974년 8월 12일 주 촬영이 시작되었으며 1974년 9월 말에 촬영이 종료되었다. 스위스의 취리히와 아이거산, 아메리카 남서부의 모뉴먼트 밸리, 자이언 국립공원, 그리고 캘리포니아주의 카멀바이더시와 몬터레이에서 촬영되었다.
1998년 12월 15일 DVD 포맷으로 첫 출시되었으며 블루레이의 경우 2015년 11월 10일 유니버설 스튜디오에 의해 출시되었다.

## 출연

### 주연
- 클린트 이스트우드

### 조연
- 조지 케네디
- 보네타 맥기
- 잭 카시디
- 하이디 브럴
- 데이어 데이비드
- 그레고리 월콧